# Wolf Armbruster
Wolf Armbruster (* 1962) ist ein ehemaliger deutscher Basketballspieler. Er stand für Heidelberg und Hagen in der Basketball-Bundesliga auf dem Feld. 

## Laufbahn
Armbruster nahm 1977, 1979 und 1980 mit den bundesdeutschen Nationalmannschaften an Kadetten- beziehungsweise Junioren-Europameisterschaften teil. Beim Turnier 1979 war der Flügelspieler mit durchschnittlich 21 pro Spiel erzielten Punkten bester Werfer der deutschen Mannschaft.
1981 wechselte Armbruster aus Waiblingen zum USC Heidelberg in die Basketball-Bundesliga. Im Frühjahr 1982 musste er mit dem USC den Abstieg aus der höchsten deutschen Spielklasse einstecken. In der Saison 1982/83 gelang der direkte Wiederaufstieg in die Bundesliga. Zur Saison 1983/84 ging er zum SSV Hagen und damit zu einem anderen Bundesligaverein. Diese Spielzeit blieb seine einzige in der Hagener Bundesligamannschaft. 1984 kehrte er zum USC Heidelberg zurück, für den er noch ein Jahr in der Bundesliga und nach dem Abstieg anschließend bis 1987 in der zweiten Liga spielte.
Nach abgeschlossenem Medizinstudium, welches er in Heidelberg und Essen absolvierte, wurde Armbruster als Facharzt für Anästhesiologie, Notfallmedizin, Intensivmedizin tätig.